# Леонтица Альберта
Леонтица Альберта (лат. Leontice albertii) — многолетнее травянистое растение, вид рода Леонтица (Leontice) семейства Барбарисовые (Berberidaceae).

## Распространение и экология
Ареал вида охватывает Тянь-Шань и Памиро-Алай. Эндемик. Описан из Западного Тянь-Шаня.
Произрастает на каменистых холмах, среди кустарников в горах.

## Ботаническое описание
Растение высотой 20—25 см. Клубень несколько сжатый, почти шаровидный.
Стеблевой лист одиночный, длиной до 5 см, почти сидячий, разделенный на три доли, сидящих каждая на отдельном черешочке; доли дланевидно рассечены на 4—5 долей каждая, дольки во время цветения с отогнутыми книзу краями, линейные, под конец плоские, обратнояйцевидные.
Цветки 12—18 мм в диаметре, в числе 5—15, собраны в верхушечную кисть. Прицветники яйцевидные, сначала фиолетовые, под конец зелёные. Чашелистики эллиптические или продолговатые с 5 бурыми жилками, в два с половиной раза длиннее лепестков; лепестки клиновидные, при основании вдоль сложенные, на верхушке трёхнадрезные, две боковых доли горизонтально отклонённые, средняя доля с двумя зубчиками. Завязь яйцевидная, на ножке.
Плод — округлая, перепончатая коробочка, раскрывающаяся ещё до созревания семян и содержит 3—4 выставляющихся из неё чёрно-бурых семян.

## Таксономия
Вид Леонтица Альберта входит в род Леонтица (Leontice) трибы Леонтицевые (Leonticeae) подсемейства Барбарисовые (Berberidoideae) семейства Барбарисовые (Berberidaceae) порядка Лютикоцветные (Ranunculales).
|  |                       |  |                                          |                                          |                           |  | ещё 1 подсемейство (согласно Системе APG II) | ещё 1 подсемейство (согласно Системе APG II) |                                       |  |  |  | ещё 2 рода         | ещё 2 рода            |  |  |
|  |                       |  |                                          |                                          |                           |  | ещё 1 подсемейство (согласно Системе APG II) | ещё 1 подсемейство (согласно Системе APG II) |                                       |  |  |  | ещё 2 рода         | ещё 2 рода            |  |  |
|  |                       |  |                                          | семейство Барбарисовые                   |                           |  |                                              |                                              | триба Леонтицевые                     |  |  |  |                    | вид Леонтица Альберта |  |  |
|  |                       |  |                                          | семейство Барбарисовые                   |                           |  |                                              |                                              | триба Леонтицевые                     |  |  |  |                    | вид Леонтица Альберта |  |  |
|  | порядок Лютикоцветные |  |                                          |                                          | подсемейство Барбарисовые |  |                                              |                                              | род Леонтица                          |  |  |  |                    |                       |  |  |
|  | порядок Лютикоцветные |  |                                          |                                          |                           |  |                                              |                                              |                                       |  |  |  |                    |                       |  |  |
|  |                       |  | ещё 9 семейств (согласно Системе APG II) | ещё 9 семейств (согласно Системе APG II) |                           |  |                                              | ещё 1 триба (согласно Системе APG II)        | ещё 1 триба (согласно Системе APG II) |  |  |  | ещё около 30 видов |                       |  |  |
|  |                       |  |                                          | ещё 9 семейств (согласно Системе APG II) |                           |  |                                              |                                              | ещё 1 триба (согласно Системе APG II) |  |  |  |                    |                       |  |  |